# Белгородска митрополија
Белгородска митрополија (рус. Белгородская митрополия) митрополија је Руске православне цркве.
Образована је одлуком Светог синода од 6. јуна 2012, а налази се у оквиру граница Белгородске области. У њеном саставу се налазе три епархије: Белгородска, Валујска и Губкинска.